# ایشمه‌کیه‌وو
ایشمه‌کیه‌وو (انگلیسی: Ishmekeyevo) یک شهرک در شهرستان اوچالینسکی استان باشقیرستان کشور روسیه است.